# Ophiogomphus cecilia
Ophiogomphus cecilia (Geoffroy in Fourcroy, 1785) è una specie di libellula della famiglia Gomphidae diffusa in Europa e nella Siberia Occidentale.
Il suo habitat sono fiumi e torrenti, in particolare quelli a fondo sabbioso. È minacciata dall'inquinamento e dal sovrasfruttamento delle acque superficiali; negli anni ottanta e novanta, a causa di queste minacce, ha subito un declino, ma nell'ultimo decennio la sua popolazione è rimasta stabile, grazie anche ad una migliore gestione delle risorse idriche.
È una specie inclusa nella Direttiva Habitat dell'Unione europea.